# Sylvie Bernier
Sylvie Bernier (Sainte-Foy, 31 gennaio 1964) è una tuffatrice canadese, vinse la medaglia d'oro per il Canada ai Giochi olimpici di Los Angeles 1984 nel concorso dei tuffi dal trampolino 3 metri femminile.

## Palmarès
- Giochi olimpici

Los Angeles 1984: oro nel trampolino 3 m;
- Giochi del Commonwealth

Brisbane 1982: argento nel trampolio 3 m;
- Giochi panamericani

Caracas 1983: bronzo nel trampolino 3 m;